# دسیکا جاشک
دسیکا جاشک (انگلیسی: Dżesika Jaszek؛ زادهٔ ۴ آوریل ۱۹۹۶) بازیکن فوتبال اهل لهستان است.
وی همچنین در تیم‌های ملی فوتبال زنان لهستان بازی کرده‌است.